# 핼던 케퍼 하틀라인
핼던 케퍼 하틀라인(영어: Haldan Keffer Hartline, ForMemRS, 1903년 12월 22일 ~ 1983년 3월 17일)은 미국의 생리학자이다. 1967년에 시각의 생리·화학적 과정을 발견한 공로로 랑나르 그라니트, 조지 월드와 함께 노벨 생리학·의학상을 수상했다.

## 수상 경력
- 1967년 : 노벨 생리학·의학상

## 회원
- 1966년 : 왕립학회 외국인 회원[1]